# Best of Hilary Duff
Best of Hilary Duff — пятый номерной альбом американской певицы Хилари Дафф, второй номерной студийный сборник, седьмой студийный альбом, шестой альбом лейбла Hollywood Records. Это будет последний альбом певицы, который выпустит лейбл Hollywood Records.

## Об альбоме
В 2003 году, Хилари подписала контракт с лейблом Hollywood Records на 6 студийных альбомов. Как сообщал лейбл последний альбом выйдет в конце 2008 года. Но в процессе записи у певицы и лейбла случились некоторые разногласия, в результате начались отмены съёмок видео, отмены европейских туров, отмены DVD-концерта. Шестой альбом записывался на протяжении шести месяцев, но так и не смог был записан. Но Хилари нужно выполнить контракт, поэтому последний шестой альбом будет содержать только две новые песни.

## Синглы
Во время своего тура по США, Хилари исполняла три новые песни: «Reach Out», «Holiday», «Love Is A Battlefield». Только первые два из них попали в альбом. «Reach Out» стала синглом. В альбом не попали 3 сингла Хилари: «Beat Of My Heart», «Someone’s Watching Over Me» и «Our Lips Are Sealed».

## Список композиций
1. Reach Out Клип
2. Holiday
3. Stranger Клип
4. With Love Клип
5. Play With Fire Клип
6. Wake Up Клип
7. Fly Клип
8. Come Clean (Ремикс) Клип
9. So Yesterday Клип
10. Why Not
11. Reach Out (Ремикс)
12. Holiday (Ремикс)[2]

## Чарты
| Чарт (2008–2009)         | Место |
| ------------------------ | ----- |
| Argentinian Albums Chart | 5     |
| Canadian Albums Chart    | 86    |
| Greek Albums Chart       | 19    |
| Italian Albums Chart     | 41    |
| Japanese Albums Chart    | 12    |
| Mexican Albums Chart     | 53    |
| U.S. Billboard 200       | 125   |